# Danmarks Idrætsforbund

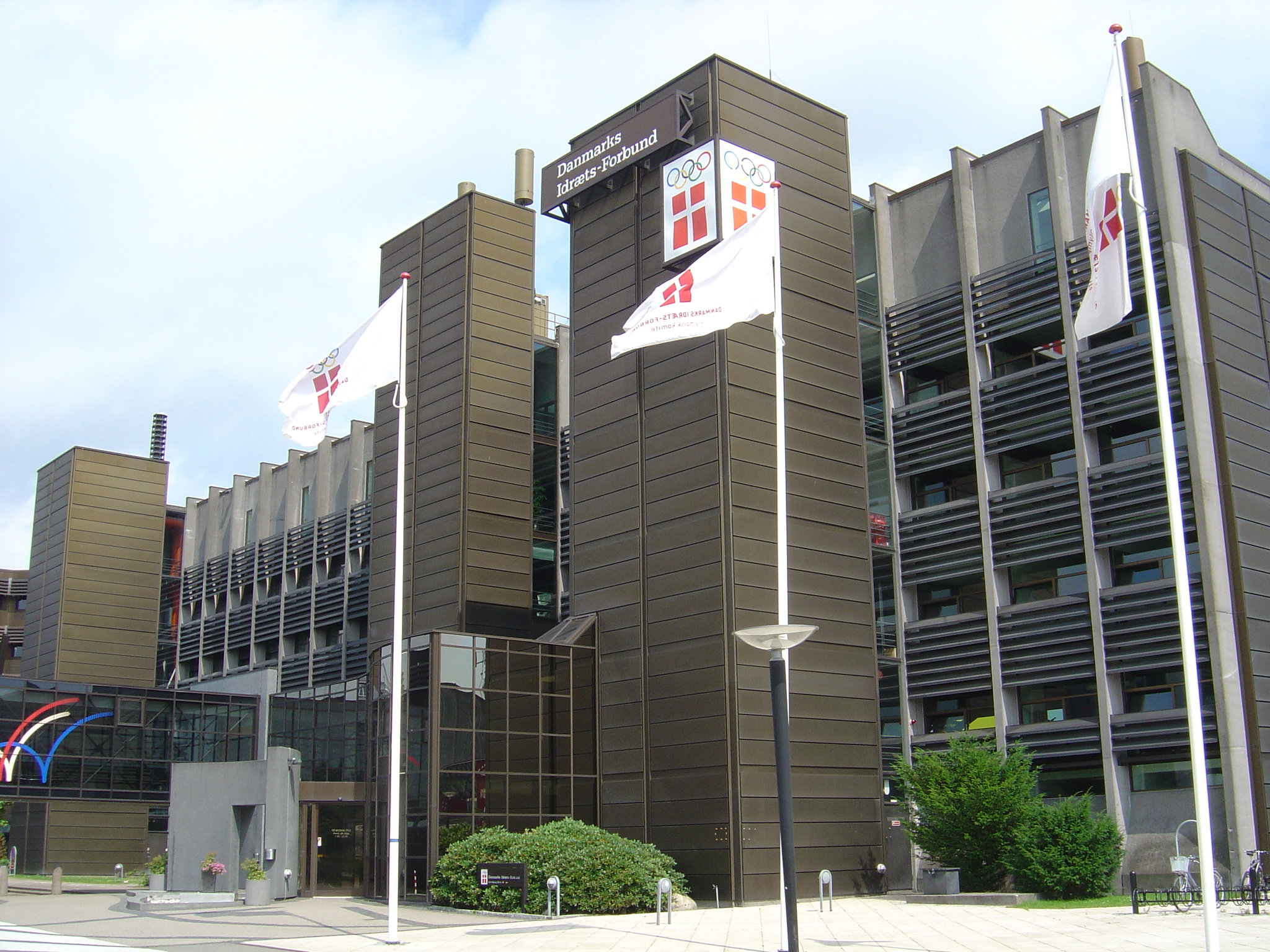
Derzeitiger Sitz des DIF, Idrættens Hus, in der Brøndby Kommune im Großraum Kopenhagens

Danmarks Idrætsforbund (kurz DIF; deutsch „Dänemarks Sportverband“) ist ein Dachverband für rund 60 Sportfachverbände, die im Breiten- und Leistungssport in Dänemark aktiv sind. Sein Aufgabenbereich umfasst neben Dänischen Meisterschaften (dänisch danske mesterskaber, DM) auch die Teilnahme des Landes bei den Olympischen Spielen, zu denen sie auf internationaler Ebene unter der Bezeichnung National Olympic Committee and Sports Confederation of Denmark („Nationales Olympisches Komitee (NOK) und Sportbund von Dänemark“) auftreten. Sitz des Verbandes ist das Haus des Sports (Idrættens Hus), das in unmittelbarer Nähe zum Nationalstadion Parken in der Gemeinde Brøndby liegt.
Der Verband zählt über 1,7 Millionen Mitglieder, die sich auf 10.803 Sportvereine verteilen (Stand 2010). An erster Stelle der beliebtesten Sportarten steht dabei Fußball, gefolgt von Golf (2.), Schwimmen (3.), Gymnastik (4.), Handball (5.) und Badminton (6.).
Haupteinnahmequelle des DIF bilden Gewinne, die von der dänischen Lottogesellschaft Danske Spil A/S stammen. Neben dem Staat (80 %) besitzt auch der DIF (10 %) Aktien des Unternehmens, das in Dänemark das Lotteriemonopol hält. Die restlichen zehn Prozent sind im Besitz von Dänemarks zweitem großem Sportverband, den Danske Gymnastik- og Idrætsforeninger (kurz DGI, dt. „Dänische Gymnastik- und Sportvereinigungen“). mit 1,3 Mio. Mitgliedern. Eine im Juni 2008 geplante Fusion der beiden Verbände, die bis 2012 durchgeführt werden sollte, scheiterte einige Monate später am Widerstand der DIF.

## Geschichte
Gegründet wurde der Verband am 14. Februar 1896, als sich 18 Vereine aus neun Sportarten zum Dansk Idræts-Forbund (dt. „Dänischer Sportverband“) zusammenschlossen. Als einziger Sportfachverband war der Fußballbund Dansk Boldspil-Union (DBU) von Beginn an dabei. Die 2200 überwiegend männlichen Mitglieder stammten vor allem aus der Kopenhagener Bürgerschicht; erst später wurde die Organisation von Arbeitern und Provinzlern dominiert.
Nach Auseinandersetzungen mit den Fachverbänden entwickelte sich der DIF ab 1925 hin zu einer Dachorganisation mit im Prinzip selbständigen Verbänden. Zuvor versuchte die Leitung des Dachverbandes, die einzelnen Fachverbände durch gemeinsame Amateur- und Wettkampfregeln zu kontrollieren. Heute sind sie lediglich dazu verpflichtet, verschiedene Richtlinien des DIF einzuhalten, die beispielsweise Doping oder Dänische Meisterschaften betreffen.
Seit 1991 wird vom Verband jährlich Dänemarks Sportler des Jahres (Årets Sportsnavn) gewählt. Die mit 50.000 DKR dotierte Auszeichnung, die als eine der bedeutendsten Ehrungen im dänischen Sport gilt, erfolgt in Zusammenarbeit mit der Tageszeitung Jyllands-Posten. Zudem wurde 1992 eine Hall of Fame des dänischen Sports (Sportens Hall of Fame) eingerichtet, die in Zusammenarbeit mit der dänischen Zeitung Ekstra Bladet, der staatlichen Organisation für Elitesport, Team Danmark, sowie der Betreibergesellschaft des Stadions Parken jedes Jahr einen bedeutenden dänischen Sportler als Ehrenmitglied aufnimmt.
1993 fusionierte das 1905 gegründete dänische NOK Danmarks Olympiske Komité (DOK), das bis dahin eigenständig arbeitete, mit der DIF. Mit der Zusammenlegung erhielt der neue Verband den Namen Danmarks Idræts-Forbund (dt. „Dänemarks Sportverband“), seit 2013 wird der Verbandsname zusammen, also ohne Bindestrich (Danmarks Idrætsforbund) geschrieben.

## Mitgliedsverbände
| Mitgliedsverband                       | Abk.   | Sportart                                        | Vereine | Mitglieder |
| -------------------------------------- | ------ | ----------------------------------------------- | ------- | ---------- |
| Dansk Amerikansk Fodbold Forbund       | DAFF   | American Football                               | 69      | 3462       |
| Dansk Arbejder Idrætsforbund           | DAI    | Arbeitersport                                   | 776     | 74.316     |
| Dansk Atletik Forbund                  | DAF    | Leichtathletik                                  | 230     | 40.043     |
| Dansk Automobil Sports Union           | DASU   | Automobilsport                                  | 89      | 7957       |
| Danmarks Badminton Forbund             | DBF    | Badminton                                       | 540     | 94.564     |
| Danmarks Basketball-Forbund            | DBBF   | Basketball                                      | 127     | 12.010     |
| Den Danske Billard Union               | DDBU   | Billard                                         | 185     | 7849       |
| Danmarks Bokse-Union                   | DaBu   | Boxen                                           | 114     | 12.842     |
| Dansk Boldspil-Union                   | DBU    | Fußball                                         | 1647    | 342.955    |
| Dansk BordTennis Union                 | DBTU   | Tischtennis                                     | 210     | 9646       |
| Dansk Bowling Forbund                  | DBwF   | Bowling                                         | 207     | 8654       |
| Danmarks Brydeforbund                  | DB     | Ringen                                          | 25      | 2352       |
| Dansk Bueskytteforbund                 | DBSF   | Bogenschießen                                   | 68      | 2357       |
| Dansk Cricket-Forbund                  | DCF    | Cricket                                         | 37      | 2248       |
| Dansk Curling Forbund                  | DCuF   | Curling                                         | 19      | 1258       |
| Danmarks Cykle Union                   | DCU    | Radsport                                        | 285     | 24.575     |
| Dansk Dart Union                       | DDarU  | Dart                                            | 90      | 1920       |
| Dansk Faldskærms Union                 | DFU    | Fallschirmspringen                              | 21      | 3136       |
| Dansk Floorball Union                  | DaFU   | Floorball                                       | 103     | 6007       |
| Dansk Fægte-Forbund                    | DFF    | Fechten                                         | 28      | 1585       |
| Dansk Golf Union                       | DGU    | Golf                                            | 182     | 158.084    |
| Danmarks Gymnastik Forbund             | DGF    | Gymnastik                                       | 304     | 124.790    |
| Dansk Hanggliding og Paragliding Union | DHPU   | Hängegleiten Gleitschirmfliegen                 | 25      | 849        |
| Dansk Håndbold Forbund                 | DHF    | Handball                                        | 883     | 114.928    |
| Dansk Hockey Union                     | DHU    | Hockey                                          | 11      | 720        |
| Danmarks Ishockey Union                | DIU    | Eishockey                                       | 16      | 4405       |
| Dansk Judo og Ju-Jitsu Union           | DJU    | Judo und Jiu Jitsu                              | 89      | 6476       |
| Dansk Kano og Kajak Forbund            | DKF    | Kanusport, Kajak                                | 151     | 19.323     |
| Dansk Karate Forbund                   | DKarF  | Karate                                          | 119     | 10.861     |
| Dansk Kegle Forbund                    | DKeF   | Kegeln                                          | 102     | 5505       |
| Dansk Kick- og Thaiboxing Forbund      | DKTF   | Kick- und Thaiboxen                             | 23      | 2766       |
| Dansk Klatreforbund                    | DKlaF  | Klettern                                        | 47      | 5495       |
| Dansk Militært Idrætsforbund           | DMI    | Militärsport                                    | 49      | 20.769     |
| Dansk Minigolf Union                   | DMgU   | Minigolf                                        | 19      | 1047       |
| Danmarks Motor Union                   | DMU    | Motorsport                                      | 100     | 10.403     |
| Dansk MultiSport Forbund               | DMSF   | Mehrkampf                                       | 63      | 3861       |
| Dansk Orienterings-Forbund             | DOF    | Orientierungslauf                               | 82      | 7040       |
| Dansk Petanque Forbund                 | DPF    | Pétanque                                        | 75      | 3272       |
| Dansk Ride Forbund                     | DRF    | Reitsport                                       | 547     | 74.237     |
| Dansk Forening for Rosport             | DFfR   | Rudern                                          | 142     | 16.350     |
| Dansk Rugby Union                      | DRU    | Rugby                                           | 26      | 2354       |
| Danmarks Rulleskøjte Union             | DRSU   | Rollsport                                       | 63      | 4028       |
| Dansk Sejlunion                        | DSejlU | Segeln                                          | 272     | 58.287     |
| Danmarks Skiforbund                    | DSkiF  | Skisport                                        | 59      | 12.875     |
| Dansk Skytte Union                     | DSkyU  | Sportschießen                                   | 468     | 54.912     |
| Dansk Skøjte Union                     | DSkøU  | Eislauf                                         | 20      | 2081       |
| Dansk Softball Forbund                 | DSoF   | Softball                                        | 13      | 921        |
| Danmarks Sportsdanserforbund           | DS     | Tanzsport                                       | 293     | 22.511     |
| Dansk Sportsdykker Forbund             | DSpF   | Sporttauchen                                    | 161     | 8709       |
| Dansk Squash Forbund                   | DSqF   | Squash                                          | 40      | 6815       |
| Dansk Styrkeløft Forbund               | DSF    | Kraftdreikampf                                  | 34      | 8974       |
| Dansk Svæveflyver Union                | DSvU   | Segelflug                                       | 35      | 1793       |
| Dansk Svømmeunion                      | SVØM   | Schwimmsport                                    | 213     | 136.588    |
| Dansk Taekwondo Forbund                | DTaF   | Taekwondo                                       | 95      | 8561       |
| Dansk Tennis Forbund                   | DTF    | Tennis                                          | 255     | 62.541     |
| Dansk Vandski & Wakeboard Forbund      | DVSF   | Wasserski                                       | 24      | 1285       |
| Dansk Volleyball Forbund               | DVBF   | Volleyball                                      | 271     | 16.416     |
| Dansk Vægtløftnings-Forbund            | DVF    | Gewichtheben                                    | 38      | 13.220     |
| Dansk Handicap Idræts-Forbund          | DHIF   | Behindertensport                                | 400     | 14.330     |
| KFUMs Idrætsforbund                    | KFUM   | Sport (CVJM (Männer) der Dänischen Volkskirche) | 124     | 32.522     |
| Danmarks Idræts-Forbund (gesamt)       | DIF    | Sport                                           | 10.803  | 1.720.640  |

(Stand: 2011), Zahlen von 2018: